# Bergamo
Bergamo (istočno lombardski: Bèrghem, zapadno lombardski: Bergum, njem. Wälsch-Bergen) je grad u Lombardiji pored Milana (oko 40 km u pravcu sjeveroistoka).
Bergamo je grad od oko 121.000 stanovnika, ima zračnu luku Orio al Serio, koja služi provinciji Bergamo, te u manjoj mjeri i Milanu. Sjeverno od grada počinju prve padine Alpa.

## Povijest

### Bergamo u antici
Bergamo se nalazi na mjestu antičkoga grada Bergomuma, koji je osnovan kao naselje keltskog plemena Cenomani. 49. pr. Kr. postao je rimski municipij, koji je imao oko 10.000 stanovnika na vrhuncu svog razvoja. Bergomum je bio važno središte na vojnoj cesti između Friulija i Raetia, grad je razorio Atila u 5. stoljeću.

### Srednji vijek
Od 6. stoljeća Bergamo je sjedište jednog od najvažnijih lombardskih vojvodstava sjeverne Italije (Bergamo, Brescia, Trento i Cividale del Friuli), prvi knez tog vojvodstva bio je Wallaris. Nakon što je pokorio Kraljevinu Langobarda, Karlo Veliki je Bergamu dao ulogu sjedišta županije kojom je upravljao Auteramus (umro je 816. godine).
Od 11. stoljeća nadalje Bergamo je bio nezavisna gradska komuna, sudjelovao je u Lombardskom savezu koju je porazio Fridrik I. Barbarossa 1165. godine. Nakon toga Bergamo je poprište žestokih borbi između Gvelfa i Gibelina, koji su predvodile velikaške obitelji Colleoni i Suardi. Od 1264. godine Bergamo je povremeno pod vlašću Milana. 1331. godine se dobrovoljno predao i podvrgnuo vlasti Ivanu I. Luksemburškom, ali ga je Visconti ubrzo ponovno povratio pod vlast Milana.

#### Bergamo u novom dobu
Nakon što je kratko vrijeme bio posjed velikaške obitelji Malatesta, od 1407. godine, Bergamo je 1428. godine podpao pod vlast Mletačke Republike, i ostao sve do 1797. godine. Venecijanci su značajno ojačali obranu grada i zidinama su utvrdili veći dio grada.

### Bergamo kroz 19. – 20. stoljeće
Nakon napoleonske ere, grad je 1815. godine dodijeljen Austriji. Giuseppe Garibaldi je oslobodio Bergamo 1859. godine i otad je dio Kraljevine Italije.

## Klimatske prilike
Dok većinu Italije karakteriziraju suha ljeta s malo ili bez imalo oborina, Bergamo ima obrnuti trend; ljeto je vlažnije nego zima. Međutim, Bergamo ima i značajne količine oborina tijekom zime. 

## Glazba u Bergamu
Bergamo ima istaknuto mjesto u povijesti glazbe. Velika romanička crkva Santa Maria Maggiore ima, od svog početka 1137. godine, stalnu (i dobro dokumentiranu tradiciju) nastavu glazbe i pjevanja, koja traje više od osam stotina godina. Od kad je grad podpao pod mletačku vlast, porastao je i uticaj venecijanske glazbe. To se osobito vidjelo kod uvoza velikog instrumentalnog ansambla, koji je trebao dostojno pratiti zborno pjevanje. Skladatelji poput Gaspara Albertia, skladali su djela za orgulje, duhače i violine, instrumentalna djela koja se uobičajeno povezuje s Venecijom, a koja su se fino uklopila u sjajnu akustiku crkve Santa Maria Maggiore. 
Bergamo je dao ime narodnom plesu, zvanom bergomasca, taj ples poznat je po ludiranju svojih plesača. Shakespeare je u svojoj komediji San ljetne noći opisao ovaj ples. Jedno posve nekonvencionalno viđenje tog plesa dao je i Claude Debussy u svom djelu Suite bergamasque.
U Bergamu su rođeni brojni istaknuti glazbenici, to su: Gaetano Donizetti, Pietro Locatelli, Antonio Lolli, Gianluigi Trovesi i Gianandrea Gavazzeni. Alessandro Grandi, jedan od najnaprednijih skladatelja s početka 17. stoljeća (uz Monteverdija), bio je maestro di cappella u Bergamu sve do svoje smrti od kuge 1630. godine. Njegovo mjesto preuzeo je Tarquinio Merula, po mnogočemu bitno progresivniji skladatelj, te jedan od prvih skladalja nove glazbene forme - sonata.

## Gradske znamenitosti
Grad ima dva središta: Città alta (Gornji grad), srednjovjekovni grad na brežuljku, okružen zidinama iz 17. stoljeća i Città Bassa (Donji grad). Ova dva dijela grada povezana su uspinjačom.

### Gornji grad (Città alta)
U ovom dijelu grada ima više interesantnih objekata i mjesta:
- Cittadella (Citadela) koju je sagradio Visconti sredinom 14. stoljeća
- Piazza Vecchia (Stari trg)
- Palazzo della Ragione bila je sjedište gradske uprave za vrijeme grada komune. Danas je u njoj galerija slika iz Accademie Carrara. Palača je podignuta u 12. stoljeću, obnovio ju je Pietro Isabello krajem 16. stoljeća.
- Palazzo Nuovo (Biblioteca Angelo Mai) ovu palaču projektirao je Vincenzo Scamozzi još na početku 17. stoljeća, međutim dovršena je tek 1928. godine
- Basilica di Santa Maria Maggiore sagrađena je 1137. godine na mjestu starije sakralne građevine iz 7. stoljeća. Nastavila se graditi i opremati sve do 15. stoljeća. Od izvorne prve crkve ostala je vidljiva vanjska romanička struktura i tlocrt u obliku grčkog križa. Unutrašnjost je uvelike izmijenjena tijekom 16. i 17. stoljeća. U crkvi se nalaze vrijedne freske Tiepola i grob Gaetana Donizettia.
- Cappella Colleoni uz baziliku Santa Maria Maggiore, remek-djelo renesanse arhitekture. U njoj se nalazi grob condottiera Bartolomea Colleonea.
- Battistero (Krstionica) elegantna osmerokutna građevina iz 1340. godine
- Duomo (Katedrala Bergama) sagrađen je krajem 17. stoljeća s brojnim kasnijim preinakama
- Rocca (utvrđeni dvorac) izgradnju je započeo 1331. godine, na brdu Sant'Eufemia, William od Castelbarca, vikar Ivana I. Luksemburškog, a dovršio Azzone Visconti. Uz dvorac je dograđena velika utvrda, od koje danas gotovo da nema ostataka. Mlečani su izgradili veliki obrambeni toranj u dvoru, kao i masivne obrambene zidove (Mure veneziane) ukupne dužine 6.200 metara.
- crkva San Michele al Pozzo Bianco izgrađena je u 12. stoljeću, u njoj se nalaze vrijedne freske od 12. do 16. stoljeća, među njima i Lorenza Lotta.
- Museo Civico Archeologico (Arheološki muzej) smješten je u Citadeli
- Museo di scienze naturali Enrico Caffi (Prirodoslovni muzej Enrico Caffi) smješten je u Citadeli.
- Orto Botanico di Bergamo Lorenzo Rota (botanički vrt).

### Donji grad (Città bassa)
Donji grad je moderno središte Bergama. Još krajem 19. stoljeća Donji grad (Città Bassa) je bilo tek par nizova stambenih zgrada grupiranih kao borghi, koji su se nalazili uz glavne ceste koje su povezivale Bergamo s drugim gradovima Lombardije. Glavni borghi bili su Borgo Palazzo na putu za Bresciu, Borgo San Leonardo na cesti prema Milanu i Borgo Santa Caterina na cesti prema Valle Seriana. Grad se naglo povećao tijekom 20. stoljeća. U prvim desetljećima 20. stoljeća, podignute su najznačajnije javne građevine, poput nove zgrade suda i raznih drugih upravnih zgrada, koji danas tvore novi centar grada. Nakon Drugog svjetskog rata za vrijeme tzv. talijanskog ekonomskog buma, podignuto je puno novih stambenih zgrada u prigradskim naseljima; Longuelo, Colognola, Malpensata i Boccaleone. Glavna trgovačka ulica u gradu je Via 20 Settembre.
Objekti od značaja u Donjem gradu (Città Bassa) su: 
- Pinacoteca dell'Accademia Carrara (galerija slika), trenutno je zatvorena, radi obnove; dio slika izložen je u Palazzo Ragione u Gornjem gradu (Città Alta).
- Galleria d'Arte Moderna e Contemporanea (galerija moderne i suvremene umjetnosti), znana je po svom akronimu GAMeC.

## Stanovništvo
2007. godine, Bergamo je imao 115.781 stanovnika u užem gradskom centru (šire gradsko područje ima više od 300 000 stanovnika), od kojih su 46,7% bili muškaraci i 53,3% žene. Malodobnih osoba (djece i mladih u dobi do 18 godina) ima 16,32% a umirovljenika 23,67% (talijanski prosjek je 18,06% maloljetnici, i 19,94% umirovljenici). Prosječni stanovnik Bergama star je 45 godina (talijanski prosjek je 42). U pet godina između 2002. i 2007., stanovništvo Bergama poraslo je za 1,92% (talijanski rast bio je 3,85). Stopa nataliteta je 8,72 rođenih na 1.000 stanovnika (talijanski prosjek je 9,45). 2006. godine, 90,47% stanovništva su bili Talijani. 
Danas Bergamo ima puno imigranata koji dolaze iz sljedećih zemalja: 
- Bolivija: 2.147 (14,95%)
- Rumunjska: 1.677 (11,67%)
- Maroko: 1.162 (8,09%)
- Albanija: 992 (6,91%)
- Ukrajina: 923 (6,43%)
- Bangladeš: 721 (5,02%)
- Kina: 632 (4,40%)
- Senegal: 466 (3,24%)
- Ekvador: 448 (3,12%)
- Tunis: 393 (2,74%)

Trenutno jedna petina djece rođene u Bergamu ima barem jednog od roditelja koji je stranac. 
U Bergamu je još uvijek velika većina stanovnika katoličke vjeroispovjesti, ali zbog imigracije sada ima pravoslavaca, muslimana i protestanata.

## Gospodarstvo
U ne tako davnoj prošlosti, u Bergamu su radile mnoge tvornice, uglavnom za električne komponente, industrijsku mehaniku i tiskare, većina tih pogona se danas iselila iz grada. 
Grad je još uvijek sjedište dviju snažnih korporacija Italcementi i Ubi Banca (Unione di Banche Italiane S.c.p.A.).

## Razno
- Angelo Roncalli, kasniji papa Ivan XXIII. rođen je u provinciji Bergamo, školovao se u dijecezanskom sjemeništu u Bergamu.
- Bergamo je ugostio sedmi Congres Internationaux d'Architecture Moderne 1951.
- Bergamo je grad prvoligaške nogometne momčadi Atalanta.
- Više od 55 godina, od 1945. do 2000., Bergamo je sjedište Mehanizirane pješačke brigade talijanske vojske Legnano.
- Svake godine u gradu se održavaju pjesnički susreti Bergamo Poesia.
- Giuseppe Donizetti, najstariji brat Gaetana Donizettia, zvan Donizetti paša, rođen je u Bergamu 1788. godine. On je postao glazbeni generalni-instruktor osmanskih vojničkih orkestara za vrijeme sultana Mahmuda II. i Abdul Medžida I.
- Za Bergamo se priča da je rodno mjesto Harlekina i Brigele, dvaju popularnih likova iz commedie dell'arte.
- Sveučilište u Bergamu je autonomno javno sveučilište osnovano 1968. godine.

## Zbratimljeni gradovi
- , Greenville, SAD
- , Pueblo, SAD
- , Mulhouse, Francuska
- , Tver', Rusija
- , Bengbu, Kina
- , Buenos Aires, Argentina
- ,  Cochabamba, Bolivija (od 2008. godine)

## Vanjske poveznice
- Službene stranice Bergama (tal.), (engl.)
- Turizam u Bergamu[neaktivna poveznica]
- Sveučilište u Bergamu (tal.), (engl.)